# Erica Brennan
Erica Brennan (* 4. Mai 2007) ist eine irische Tennisspielerin.

## Karriere
Erica Brennan spielt bislang hauptsächlich Turniere der ITF Women’s World Tennis Tour, wo sie bisher aber keinen Titel gewinnen konnte.
2022 spielte Erica Brennan mit dem W25 in Seville ihr erstes ITF-Profiturnier.
2024 stand sie mit ihrer Schwester Lydia im Halbfinale im Doppelwettbewerb des W35 Seville.